# Павлюченков, Владимир Николаевич
Владимир Николаевич Павлюченков (род. 28 сентября 1943, Высокая Жарь, Смоленская область) ― советский и российский прозаик, автор рассказов и документальных книг, член Союза писателей России, почётный гражданин города Армавира. Председатель и депутат Армавирской городской Думы II, III и IV созывов. 

## Биография
Владимир Николаевич Павлюченков родился 28 сентября 1943 года в селе Высокая Жарь Смоленской области. В 1953 году переехал на постоянное место жительство в город Армавир. В пятнадцать лет стал работать разнорабочим. С 1963 по 1966 годы проходил срочную службу в Советской Армии. Экстерном завершил обучение в средней школе, а затем вечернее отделение техникума. Защитил диплом о высшем экономическом образовании. 
Продолжал трудиться слесарем, мастером, председателем профсоюзного комитета, затем был назначен заместителем генерального директора по производству в объединениях «Точмашприбор» и «Весоизмеритель».
С 1985 по 1986 годы работал в должности директора Армавирской кондитерской фабрики.
С 1986 по 2000 годы трудился генеральным директором ОАО «Кубарус-Молоко».
В 1997 году большинством голосов депутатов был избран председателем городской Думы. На протяжении 14 лет работал в этой должности. Позже в течение нескольких лет являлся советником главы города. В настоящее время избран председателем общественной палаты города Армавира.
Решением Армавирской городской Думы удостоен звания «Почётный гражданин города Армавира».
Проживает в городе Армавире.

## Литературное творчество
В 1970-х годах были опубликованы первые авторские статьи в районных и краевых газетах о жизни комсомольской организации города Армавира. В конце 1970-х годов и в начале 1980-х Павлюченков активно публиковал заметки о сказках и природе для самых юных жителей, которые он сочинял для своих дочерей. В это же время появляются и первые очерки о войне. В дальнейшем, результатом исследовательских работ стали его очерки о Жукове и Варенникове, о подвиге 4-го казачьего эскадрона у деревни Федюково 19 ноября 1941 года, о Знамени Победы. Владимир Николаевич руководил редакционной группой и был соавтором уникального сборника «Армавирцы в Великой Отечественной войне 1941-1945 гг.».
Первая книга В. Павлюченкова была об истории родного приборостроительного завода. Следующим изданием стал сборник небольших рыбацких рассказов «Хвались, рыбачок!». 
После наводнения 2002 года, Павлюченков издаёт большой очерк - хронику о бедствии. В последние годы читатель смог ознакомиться с такими произведениями как: "Армавирский коридор" (2009), «Отношения… Отношения… Отношения…» (2010), «Челночницы» (2012), «Избранное» (2013).
В последние годы автор активно работает над большим многотомным справочным изданием «Наш Армавир». Уже вышли в свет книги о промышленном потенциале Армавира, о социальных учреждениях, об образовании и культуре, о Героях и почётных жителях.

## Награды и звания
- Медаль ордена «За заслуги перед Отечеством II степени»,
- медаль «За доблестный труд»,
- медаль «За выдающийся вклад в развитие Кубани I степени»,
- медаль «За возрождение казачества»,
- «Медаль Русской Православной церкви Св. Благоверного Князя Даниила Московского»,
- орден Армянской Апостольской церкви Св. Саргиса;
- «Отличник приборостроения СССР»,
- «Заслуженный работник пищевой индустрии».
- другими медалями

- Почётный гражданин города Армавира.